# Thambema tanum
Thambema tanum är en kräftdjursart som beskrevs av Harrison 1987. Thambema tanum ingår i släktet Thambema och familjen Thambematidae. Inga underarter finns listade i Catalogue of Life.